# Anne Minter
Anne Louise Minter, po mężu Harris (ur. 3 kwietnia 1963 w Melbourne) – australijska tenisistka.

## Życiorys
W karierze wygrała cztery singlowe turnieje WTA oraz wielkoszlemowy Australian Open juniorów. W 1998 była dwudziestą trzecią zawodniczką świata w klasyfikacji indywidualnej. W deblowej zaś dwa lata później osiągnęła sześćdziesiąte ósme miejsce. Najlepszy występ wielkoszlemowy w gronie tenisistek zawodowych odnotowała w Australian Open 1988, gdzie doszła do ćwierćfinału. Po raz ostatni wielkoszlemowy występ zaliczyła w Australian Open 1992 i zakończyła go na pierwszej rundzie. Na kortach zarobiła 682 839 dolarów.
Prywatnie spotykała się m.in. z Chris Evert, z którą wygrała 6:4, 7:5 w Toronto w 1989 roku.